# Com (Lautém)
Com (Kon, Kun) ist ein Suco an der Nordküste des osttimoresischen Verwaltungsamts Lautém (Gemeinde Lautém). Der Name des Dorfes Com, nach dem der Suco benannt ist, leitet sich vom Fataluku-Wort kon(u) oder kounu ab, was je nach Quelle „Nacht“ oder „dunkler Ort“ bedeutet.

## Geographie

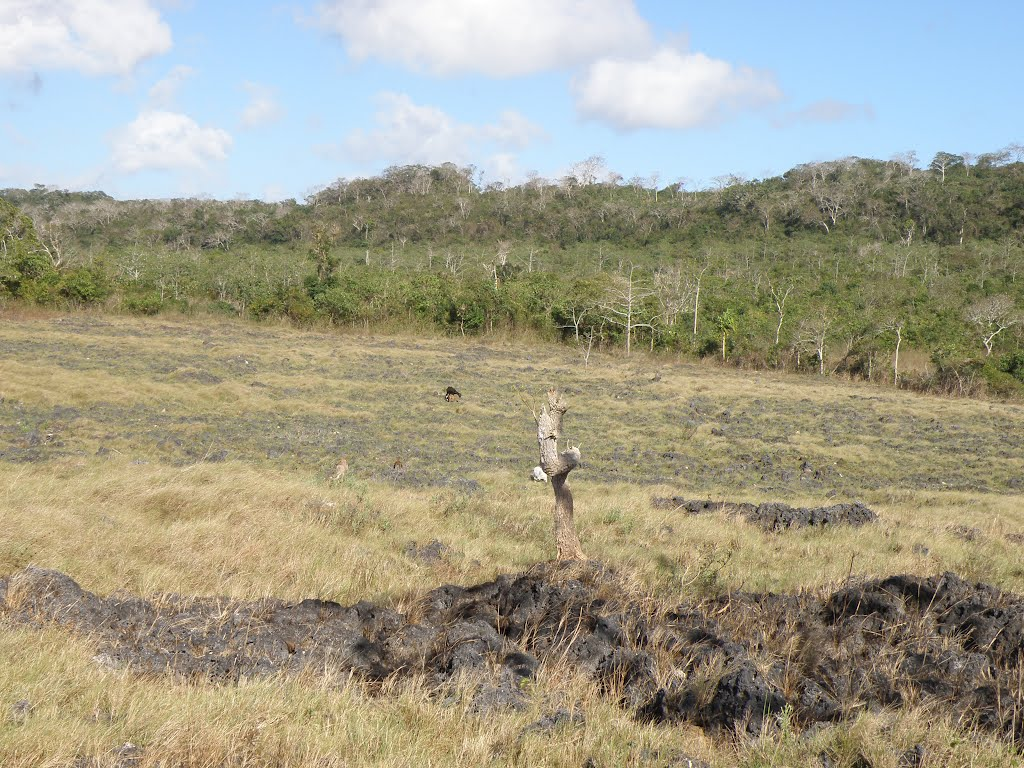
Sekundärwald im Südwesten des Sucos auf dem Assalaino-Plateau

Com liegt an der Straße von Wetar, im Osten des Verwaltungsamts Lautém. Im Westen grenzt Com an den Suco Parlamento, im Osten an Mehara (Verwaltungsamt Tutuala) und im Süden liegen die Sucos Fuiloro und Bauro (Verwaltungsamt Lospalos). Bei der Gebietsreform 2015 wurden die Grenzen von Com nicht verändert. Die Fläche des Sucos beträgt 59,89 km², die sich auf sechs Aldeias aufteilen: Etepiti, Ira'ono, Lohomato (Loho Matu), Muapusso (Mua Pusu), Pitileti und Vailovaia.
Drei kleine Seen liegen nordöstlich von Com in einem Gebiet, das Ran genannt wird: Der Utchan Ira, der Umun Ira und der Lua Ira. Hier finden sich verschiedene Vogelarten, wie Flussuferläufer, Purpurreiher, Mangrovereiher, Schwarzdommel, Riffreiher, Rotrückenreiher, Kräuselscharbe und Zwergtaucher. Das Gebiet der Seen wird vom Fataluku-Clan (Ratu) Kati beansprucht. Brandrodung zum Ackerbau, illegaler Holzeinschlag und Jagd bedrohen das Biotop.
Das Dorf Com liegt 20 Kilometer östlich von der Ortschaft Lautém, nahe dem Ponta Camatara, auf einer der größten Ebenen des Landes, der Ebene von Com. Der Ort bildet ein Siedlungszentrum mit mehreren direkt benachbarten Dörfern. Hier liegen Lohomato (Lomatu), Mata, Muafono (Muafoso) und Sabandar. An der Straße nach Lospalos liegen westlich vom Siedlungszentrum Com die Dörfer Vailovaia, Pitileti (Petileti, Peti Leti) und Ira'ono (Iraono, Itaono). An der Straße nach Lautém, in nordwestlicher Richtung, liegen die Orte Airliu und Etepiti. Im Osten befindet sich an der Küste das Dorf Salara.
Im Ort Com liegt der östliche Endpunkt der gut ausgebauten nördlichen Küstenstraße, die über Baucau und der Landeshauptstadt Dili (203 km) bis zur Grenze zu Indonesien bei Batugade führt und einer der wichtigsten Verkehrswege des Landes ist. Eine weitere, kleinere Überlandstraße führt nach Süden zur etwa 20 Kilometer entfernten Gemeindehauptstadt Lospalos. Bei Com befinden sich ein Hubschrauberlandeplatz, ein medizinischer Posten und eine Grundschule. Ein kleiner Hafen befindet sich unterhalb von Asi Renu. Aus der portugiesischen Kolonialzeit stammen noch das Gerüst des Leuchtturms und die Ruine des Zollamtes. Nordwestlich befindet sich der Praia de Airleu, östlich die Strände Praia de Salara Alara und Praia de Sapurara.
Pitileti verfügt über einen weiteren medizinischen Posten und eine Grundschule. Die Quelle Ira Ono liegt am östlichen Ortsrand von Ira'ono.

## Einwohner

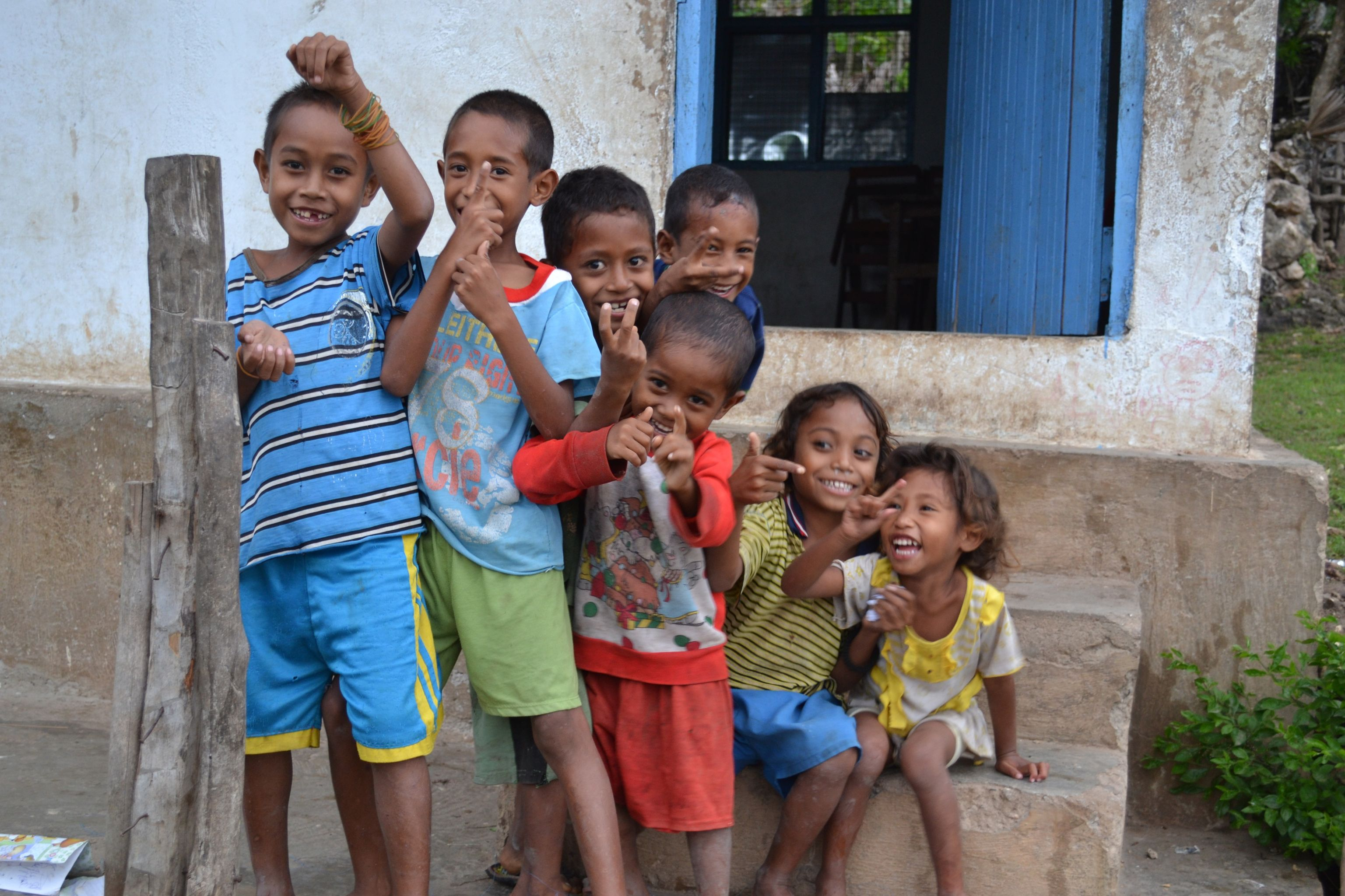
Schulkinder in Pitileti

Im Suco Com leben 2.717 Einwohner (2022), davon sind 1.367 Männer und 1.350 Frauen. Im Suco gibt es 512 Haushalte. Über 98 % der Einwohner geben Fataluku als ihre Muttersprache an. Minderheiten sprechen Tetum Prasa oder Tetum Terik.

## Geschichte

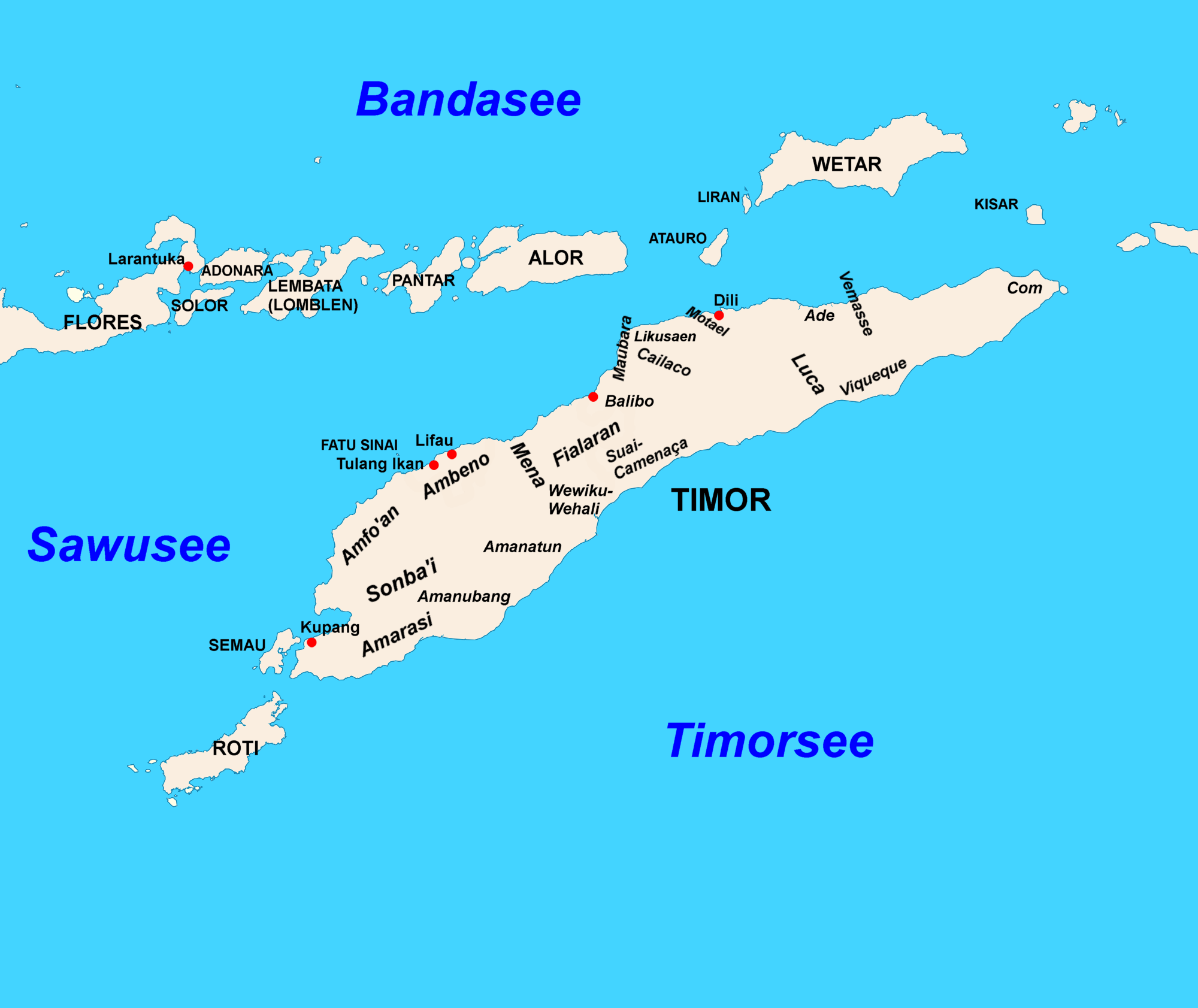
Timor um 1700 mit dem Reich Com an der Ostspitze

Nahe Com liegen bei Telupunu Höhlen, die seit 2000 Jahren Menschen als Unterkunft dienten, zuletzt den Freiheitskämpfern der FALINTIL in den 1980er Jahren.
Im Suco befinden sich Überbleibsel mehrerer Befestigungsanlagen (portugiesisch Tranqueira, fataluku: lata irinu), mit denen die Fataluku früher ihre Siedlungen schützten. Eine der großen Anlagen ist Ili Vali (mit dem unteren Teil, der Macapainara genannt wird), drei Kilometer östlich vom Ort Com. Es war die befestigte Hauptsiedlung des Fara kati Ratu („Ratu“ ist das Fataluku-Wort für „Clan“).
Eine lokale Legende berichtet aus der Zeit des „Buton Makassar“, in der wohl enge Handelsbeziehungen mit Makassar bestanden. Nach erfolgtem Handel entführten die Makassaren ein hübsches Mädchen aus Com und setzten die Segel. Von den Schreien des Mädchens alarmiert, rannten die Männer des Hauses der Ältesten, dem Calu Konu, ans Ufer, doch ihre Waffen konnten das Schiff schon nicht mehr erreichen. Der Ahne des Konu-Clans rauchte eine Zigarre und blies den Rauch in einen angrenzenden kleinen Bach, wo er sich in einen Ahnendelfin (Roinu) verwandelte. Der Delfin schwamm zum Schiff und schlug ein Loch in den Rumpf, so dass die Makassaren wieder zurückkehren und das Mädchen aushändigen mussten. Später boten sie dem Konu Ratu als Entschädigung und als Zeichen ihres künftigen guten Willens sechs schwarze, behauene Steinplatten an. Sie wurden an die älteren und jüngeren Geschwisterhäusern und der Familie des politischen Herrschers, den Cao Hafa Malae im nahe gelegenen Ili Vali verteilt. Diese Makassar-Steine finden sich heute in den Mauern der alten Befestigungen als mit der heiligen Energie der Ahnen geladene Objekte. Die Nähe zu den Makassaren erkennt man auch in der bis heute bestehenden Praxis älterer Clans der Fataluku in der Region ihren Kindern entsprechende Ahnennamen zu geben. Töchter werden Lau kassare oder Paian kassare genannt, Söhne Ze kassaro oder Kei(n) kassaro.
Der Clanchef erhielt im 18. Jahrhundert von den Portugiesen als Ehrentitel eines Obersts (Koronel). Der Clan siedelte später an die Küste in der Nähe um und gründete dort die Siedlung Mua Pusu. Das Dorf wurde 1976 durch das indonesische Militär aufgelöst und die Einwohner im Ort Com wieder angesiedelt.
Com war früher eines der traditionellen Reiche Timors, die von einem Liurai regiert wurden. Es ist unklar, ob es ein Vasall des westlich gelegenen Sarau war. In Com bestreitet man, dass man dem Nachbarn, der in historischen, portugiesischen Dokumenten, zusammen mit Faturó regelmäßig auftaucht, je tributpflichtig war. Com erscheint allerdings nicht auf einer Liste von Afonso de Castro, einem ehemaligen Gouverneur von Portugiesisch-Timor, der im Jahre 1868 47 Reiche aufführte.
Nach der Unabhängigkeitserklärung Osttimors 1975 begann Indonesien mit einer großangelegten Invasion in das Nachbarland. Bis Oktober 1976 war auch der Ort Lautém und die Verbindungsstraße Richtung Lospalos unter indonesischer Kontrolle, doch erst 1977 wurde Osttimor auch in der Fläche besetzt. Im selben Jahr ergaben sich auch die Einwohner von Com dem indonesischen Bataillon 512. Sie wurden sofort am Strand für eine Woche interniert und dann nach Parlameno deportiert, wo sie mit anderen internierten Zivilisten aus dem gesamten Distrikt Lautém zusammengelegt wurden.

## Politik

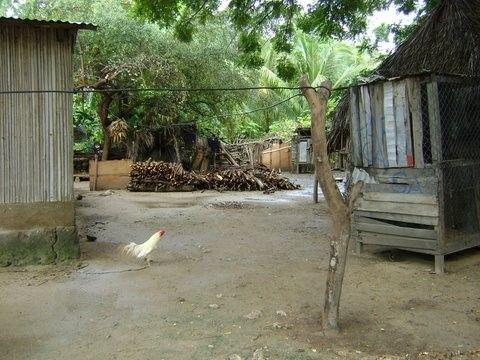
Das Dorf Com

Bei den Wahlen von 2004/2005 wurde Rafael da Conceição zum Chefe de Suco gewählt. Bei den Wahlen 2009 gewann Calisto Bernadino Vilela und 2016 Sergio José Cristovão.

## Wirtschaft
In Com befindet sich ein Strandressort. Vor der Küste gibt es einige Korallenriffe, an denen Touristen tauchen können. Der Suco gehört zum Nationalpark Nino Konis Santana.
Derzeit gibt es Pläne für einen internationalen Marktplatz in Com, um mit dem indonesischen Kisar Handel betreiben zu können.

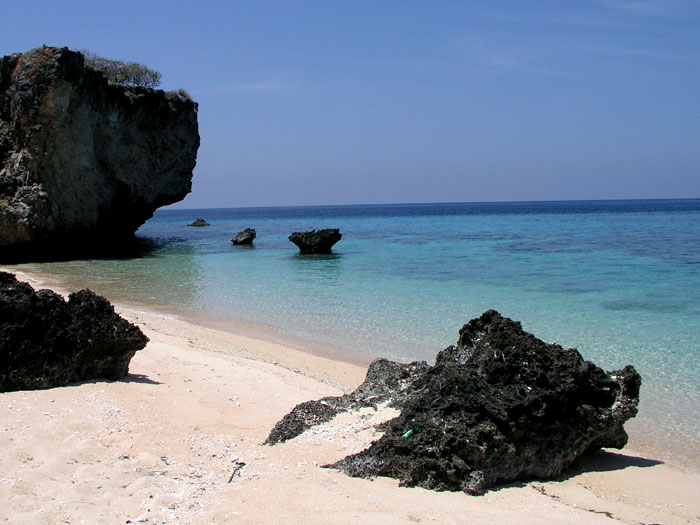
Strand von Com
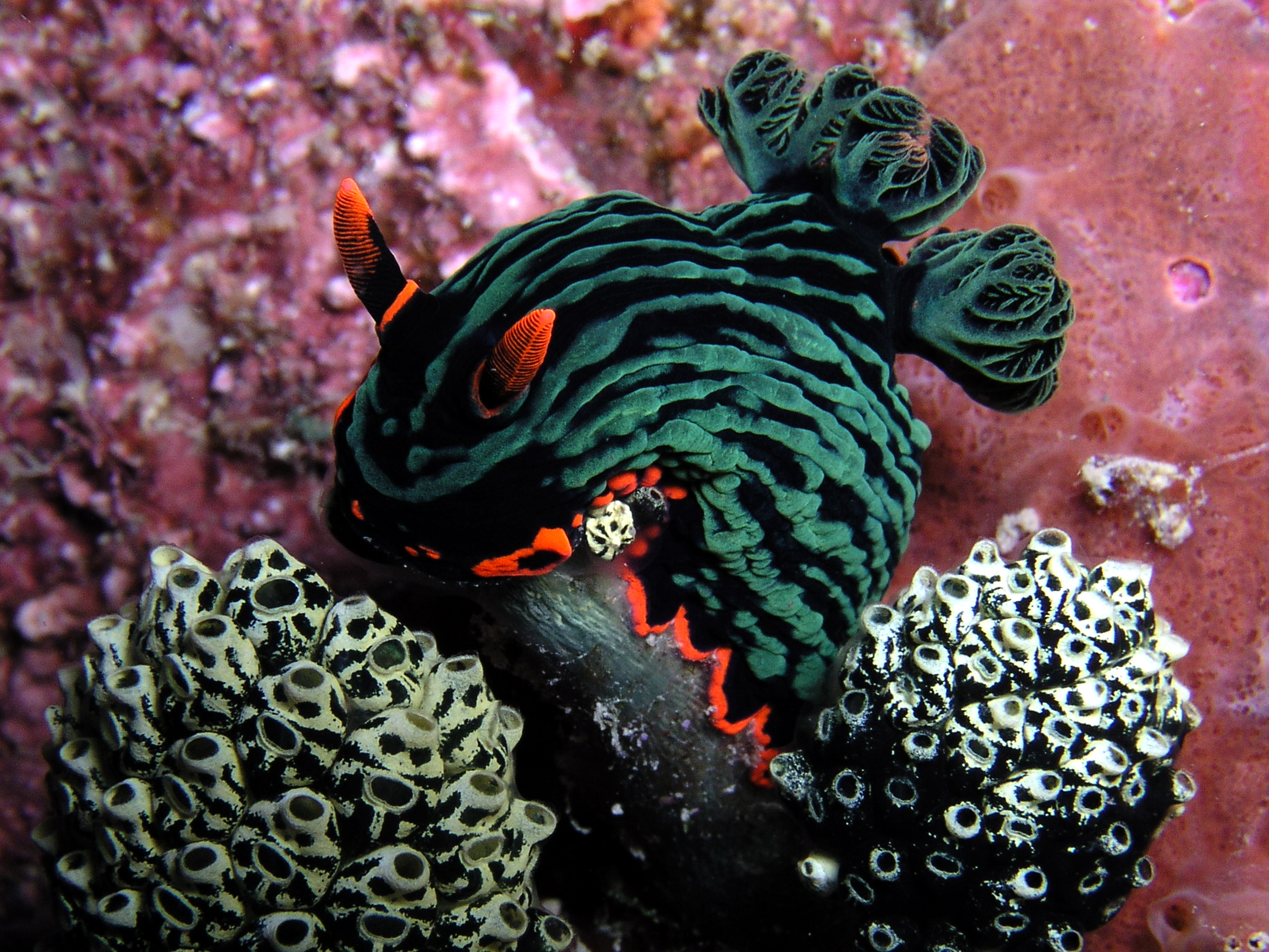
Nembrotha kubaryana bei Com

## Kultur

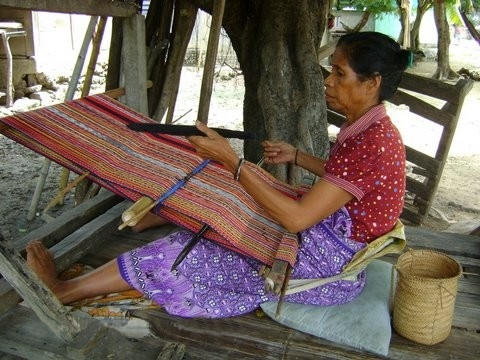
Eine Frau webt einen Tais

In Com werden für Tais selbst gesponner Baumwollgarn mit gekauften Garnen kombiniert. Für die Färbung der Baumwolle werden die Wurzeln des Nonibaumes, die Blätter der Charunu-Pflanze aus der Gattung der Indigofera und Schlamm benutzt. Drei klassische Typen werden in Com traditionell verwendet, wobei die Motive sich für Männer und Frauen unterscheiden: Die Tais Sica Lau (auch Sikalao) werden bei traditionellen Zeremonien getragen. Dunkelbraun und Schwarz dominieren bei den Tais für die Männer (Tais Sica Lau Mane), Rot bei jenen für die Frauen (Tais Sica Lau Feto). Tais Upulakuaru sind die in der Region um Com traditionell zu Zeremonien getragenen Tais, zum Beispiel für Hochzeiten. Sie fallen durch buntere Motive auf. Tais Sapulau tragen unverheiratete Männer und Frauen. Bei Hochzeiten muss der Bräutigam 77 Büffel als Mitgift einbringen, die Braut 10–15 Ikat-Tais (Tais Sisirana).
Zweimal im Jahr findet bei den Fataluku in Com das Mechi statt, das Sammeln der Meci-Würmer (Eunice viridis). Im letzten Mondviertel vom Februar findet das kleinere Mechi kiik und bei Neumond im März das große Mechi boot statt. Im August wird ein Fest zum Sardinenfang gefeiert, das Api moko lere.